# Bill Curbishley
Bill Curbishley, né le 13 mars 1942 à Londres, est un producteur de musique, notamment du groupe The Who.

## Carrière
Bill Curbishley débute dans le monde de la musique au label Track Records, et devient ainsi le manager des Who à partir de 1973. Il fut aussi producteur de Marc Bolan.
Il produit ou coproduit les films des Who Tommy, The Kids Are Alright et Quadrophenia. Il produit également deux autres films mettant en scène le chanteur du groupe Roger Daltrey : McVicar et Buddy's Song.
Après s'être occupé au début des années 1980 de Robert Plant, chanteur de Led Zeppelin, Bill Curbishley, au sein de son nouveau label Trinifold, devient le manager du guitariste Jimmy Page en 1994. Il persuade Plant de travailler avec son ancien collègue Page pour l'album No Quarter (Unledded) et la tournée qui en résulte.
Bill Curbishley a tenté de produire avec Roger Daltrey un film sur la vie du batteur des Who Keith Moon, intitulé See Me Feel Me: Keith Moon Naked for Your Pleasure.